# Église protestante de la province ecclésiastique de Saxe

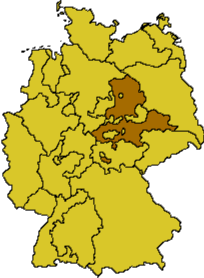
Territoire de l'Église protestante de la province ecclésiastique de Saxe.

L'Église protestante de la province ecclésiastique de Saxe (Evangelische Kirche der Kirchenprovinz Sachsen; KPS) est une Église protestante d'obédience à la fois luthérienne et réformée qui a existé de 1950 à 2009 et a été l'église numériquement la plus importante du land allemand de Saxe-Anhalt. Elle a fusionné le 1er janvier 2009 avec l'Église protestante luthérienne, en Thuringe, pour former l'Église protestante en Allemagne centrale. 

## Historique
L'Église protestante de la province ecclésiastique de Saxe a été fondée le 1er octobre 1950, lorsque la province ecclésiastique de Saxe au sein de l'Église protestante de l'Union prussienne prit son indépendance en tant qu'église. L'histoire de Église protestante de l'Union prussienne est étroitement liée à celle du royaume de Prusse. Elle a été en particulier marquée par la décision en 1817 du roi de Prusse Frédéric Guillaume III d'unir les églises luthériennes et réformées dans son royaume autour d'une liturgie commune pour former ce qu'il a été dès lors convenu de nommer des "églises protestantes" (donc unies). Bien entendu, il y eut des réfractaires et le résultat final fut la coexistence sur les terres prussiennes d'églises protestantes en général majoritaires, et d'églises luthériennes ou réformées opposées à l'union. 
À la suite de la promulgation de la deuxième constitution de la République Démocratique allemande (RDA) le 9 avril 1968, et de sa transformation de facto en une dictature communiste, l'Église protestante de la province ecclésiastique de Saxe a été privée de son statut d'établissement public (allemand : Körperschaft des öffentlichen Rechts) et du bénéfice de l'impôt ecclésiastique. Au lieu de cela, les paroissiens devaient fixer le niveau de leurs contributions et devaient les transférer eux-mêmes. Ces dispositions et la discrimination permanente contre les membres de l'église, qui furent nombreux à la quitter à cette époque, eut pour effet de réduire les effectifs des paroissiens et de dégrader la situation financière de l'église. 
L'Église protestante de la province ecclésiastique de Saxe était un membre à part entière de l'Église protestante en Allemagne (EKD). Le chef de l'église a été évêque Axel Noack (2006). L'Église avait environ 504 200 membres (en décembre 2005) dans 2 020 paroisses.
Le siège épiscopal était la cathédrale de Magdebourg. Il existe plusieurs anciennes cathédrales sur le territoire qui ont conservé leur nom d'origine, sans plus être des sièges épiscopaux notamment la cathédrale de Halberstadt, la cathédrale de Mersebourg, la cathédrale de Naumbourg et la cathédrale de Zeitz. Il y a aussi dans la province quelques autres églises très imposantes (souvent d'anciennes collégiales) appelées en allemand "Dom" (ce qui est souvent traduit par cathédrale).
L'Église protestante de la province ecclésiastique de Saxe était un membre de l'Union des Églises protestantes en Allemagne, sauf entre 1950 et 1969 où elle a été rattachée de la Fédération des Églises protestantes de la RDA. Elle a été membre de l'Union des Églises protestantes de 2003 à 2009. (Cette organisation prit la suite en 2003 de l’Église protestante de l'Union, ou EKU, qui rassemblait les églises issues de l'éclatement de l'Église protestante de l'Union prussienne et dont l'Église protestante de la province ecclésiastique de Saxe fut membre de 1947 à 2003.)
Elle a également été membre de la Communion d'Églises protestantes en Europe.  
Elle disposait d'une académie protestante (institut de formation et structure d'échange) à Wittemberg.
Depuis le 1er juillet 2004, l'église était sur la voie de la fusion avec l'Église protestante luthérienne, en Thuringe pour former l'actuelle Église protestante en Allemagne centrale. Cette fusion fut effective au 1er janvier 2009.

## Territoire
Le territoire couvert par l'Église protestante de la province ecclésiastique de Saxe était exactement celui de l'ancienne province prussienne de Saxe, lui-même très proche de celui de l'État allemand de Saxe-Anhalt (1946-1952 ; à l'exception de l'ancien Anhalt) plus de petites parties des États de Brandebourg et de Thuringe.

## Direction de l’Église
L'exécutif de l’Église était le consistoire de Magdebourg. Il y avait en outre trois consistoires régionaux :  Roßla (pour l'église luthérienne du comté médiatisé de Stolberg-Rossla ; 1719-1947 ensuite fusionné avec le suivant), Stolberg en Harz (pour l'église luthérienne du comté médiatisé de Stolberg-Stolberg; 1553-2005, ensuite absorbé par le consistoire de Magdebourg) et à Wernigerode (pour l'église luthérienne du comté médiatisé de Stolberg-Wernigerode; 1658-1930, ensuite absorbé par le consistoire de Magdebourg). Un président était à la tête du consistoire exécutif, et la direction spirituelle de l’Église était assurée par un surintendant général, assisté par un deuxième et un troisième surintendant général (à compter respectivement de 1867 et 1911). Certains détenteurs de la surintendance générale ont été décorés du nom d'évêque, alors encore considéré comme un titre plutôt peu protestants. En 1933, les chrétiens allemands (pro-nazis), qui avaient pris le contrôle du synode général et des synodes provinciaux, ont imposé le titre d'évêque pour les chefs spirituels, et institué une hiérarchie, l’évêque étant le supérieur de tous les collaborateurs de l’Église. Le titre a perduré après la fin de la dictature nazie, même si le principe hiérarchique avait quant à lui été aboli. 

## Synode
L'élection du synode était tenue tous les six ans. Le synode se réunissait chaque année. L'élu chef du "synode provincial" était appelé Präses (président).